# Trois sœurcières (mini-série)

Trois sœurcières (titre original : Wyrd Sisters) est une mini-série d'animation britannique en deux parties réalisée par Jean Flynn et diffusée pour la première fois à la télévision britannique le 18 mai 1997. Il s'agit d'une adaptation en dessin animé du roman de fantasy Trois sœurcières de Terry Pratchett, troisième volume de son cycle romanesque Les Annales du Disque-monde.

## Synopsis
L'intrigue du téléfilm suit de près celle du roman. Vérence, roi de Lancre, meurt assassiné par son cousin, le duc Léonal Kasqueth, qui usurpe le trône. Vérence rencontre la Mort, qui lui explique ce qui lui arrive, et il devient un fantôme qui hante son ancien château. Le fils de Vérence, Tomjan, encore nouveau-né, ainsi que la couronne, sont emportés par un serviteur qui les remet à trois sorcières : Mémé Ciredutemps, Nounou Ogg et Magrat Goussedail. Celles-ci confient l'enfant à une troupe de comédiens itinérantes, où il grandit. Tout le monde s'attend à ce que Tomjan, une fois adulte, reprenne le trône au maléfique Kasqueth ; mais il s'avère qu'il n'a pas la moindre envie de devenir roi. À la fin, l'ancien bouffon du roi Vérence se révèle être aussi son fils caché et donc le frère de Tomjan, et c'est lui qui devient roi. Tomjan, de son côté, poursuit une brillante carrière d'acteur.

## Fiche technique
- Titre original : Wyrd Sisters
- Titre français : Trois sœurcières
- Réalisation : Jean Flynn
- Scénario : Terry Pratchett
- Musique originale : Phil Bush, Caith Hopwood
- Production : Jean Flynn, Mark Hall, Craig Hemmings
- Direction de production : Laura Cosgrove
- Studio de production : Cosgrove Hall
- Pays :  Royaume-Uni
- Langue : anglais
- Durée : 140 minutes
- Format : 1,33:1, couleur
- Son : stéréo

## Voix originales
- Christopher Lee : la Mort
- Jane Horrocks : Magrat
- June Whitfield : Nounou Ogg
- Annette Crosbie : Mémé Ciredutemps
- Les Dennis : le Bouffon
- Eleanor Bron : la duchesse Kasqueth